# Beijunping
Beijunping (kinesiska: 北君平乡, 北君平) är en socken i Kina. Den ligger i provinsen Sichuan, i den sydvästra delen av landet, omkring 39 kilometer nordväst om provinshuvudstaden Chengdu.
Genomsnittlig årsnederbörd är 1 318 millimeter. Den regnigaste månaden är juli, med i genomsnitt 377 mm nederbörd, och den torraste är december, med 11 mm nederbörd.